# Replay Gain
Replay Gain é uma proposta de norma técnica publicada por David Robinson em 2001 para mensurar e normalizar a audibilidade percebida de áudios em formatos digitais tais como o MP3 e o Ogg Vorbis. Este possibilita que reprodutores de áudio normalizem a audibilidade para cada faixa individual ou álbum. Dessa forma, evita-se o problema comum da necessidade de se ajustar os níveis de volume manualmente entre faixas quando se está a reproduzir arquivos de albuns os quais foram masterizados em diferentes níveis de audibilidade.
Embora o padrão de facto seja agora concebido como ReplayGain, foi originalmente concebido Replay Gain e é por vezes abreviado para RG.
ReplayGain é suportado por um grande número de softwares de mídia e dispositivos portáteis.

## Funcionamento
O ReplayGain opera, destarte, por meio de análise psicoacústica da faixa ou álbum na íntegra, a fim de mensurar o nível de pico e a audibilidade perceptível. Contornos de equalização de volume são utilizados para compensar efeitos sobre as frequências, bem como análise estatística é feita a fim de abarcar efeitos relativos ao tempo. A diferença entre a audibilidade perceptível mensurada e audibilidade de destino almejada é calculada; esse é considerado o valor ideal de ReplayGain. Comumente, valores de pico e de ReplayGain são armazenados enquanto metadados em um arquivo de áudio. Reprodutos de áudio compatíveis com ReplayGain usam os metadados para automaticamente atenuar ou amplificar o sinal a partir de um critério por faixa ou por álbum, de modo que faixas ou discos sejam reproduzidos em níveis similares de volume. O metadado de nível de pico pode ser utilizado para prevenir clipping decorrente dos ajustes de ganho.

### Metadados
A proposta original do ReplayGain especifica um campo de 8 bytes no cabeçalho de quaisquer arquivos. Muitas implementações agora utilizam tags para armazenar informações ReplayGain. Os formatos FLAC e Ogg Vorbis utilizam campos de comentário Vorbis REPLAYGAIN_* . Arquivos MP3 geralmente usam ID3v2. Outros formatos como AAC e WMA usam formatos nativos de etiqueta com entradas de etiqueta especificamente formatadas as quais listam informações de pico e ReplayGain das faixas.
Utilitários ReplayGain usualmente adicionam metadados aos arquivos de áudio sem alteração de dados do arquivo original. Outrossim, é possível com certas ferramentas amplificar ou atenuar os dados em si e salvá-los em um outro arquivo com ganho ajustado; isso não é perfeitamente reversível na maioria dos casos. Alguns formatos de áudio com perdas, como o MP3, são estruturados de modo que cada fragmento comprimido do arquivo tenha consigo um valor de volume codificado. Desse modo, ferramentas como o MP3Gain podem se utilizar desses dados para diretamente aplicar ajustes de ganho a arquivos MP3, incluindo informação que permitiria desfazer o procedimento.

### Referência de audibilidade
A audibilidade-alvo de ferramentas ReplayGain corresponde ao nível de pressão sonora SPL de 89 dB. A referência SPL advém de uma recomendação da SMPTE usada para calibrar os níveis para reprodução em cinemas.
Um meio bastante comum de especificar um nível de referência é relativo ao um sinal de escala completa. O ReplayGain nominalmente reproduz à -14 dB relativos à escala completa, deixando 14 dB como headroom para reprodução de material dinâmico. Por outro lado, a SMPTE RP 200:2002, sobre a qual a referência ReplayGain foi originalmente baseada, recomenda 20 dB de headroom. Uma mais recente EBU R 128 sugere 23 dB.

### Ganho baseado nas faixas (track-gain) e ganho baseado nos álbuns (album-gain)
A análise do Replay Gain pode ser feita individualmente nas faixas (track-gain, antigamente chamada de radio-gain), de modo que todas as faixas apresentem o mesmo volume de reprodução. A análise também pode ser feita por álbum (album-gain, antigamente chamada de audiophile-gain), o que adiciona dados que são calculados e compartilhados por todo o álbum. A abordagem por álbum preserva as nuances de volume dentro de um mesmo álbum.
Durante a reprodução, assumindo que os metadados existam, o ouvinte pode optar se ele quer todas as faixas num mesmo volume (usando o track-gain) ou manter as diferenças de volume entre as faixas dentro de um mesmo álbum (album-gain). No modo album-gain, se os dados do álbum não estão disponíveis, os programas usam o track-gain.

## Alternativas
- A amplitude de pico não é um indicador confiável para a audibilidade, logo a normalização baseada em pico não oferece normalização confiável perceptivelmente. A normalização RMS é mais acurada, mas não leva em conta aspectos psicoacústicos da audibilidade percebida.
- Com a compressão de amplitude dinâmica, o volume pode ser alterado em tempo real durante a reprodução produzindo uma normalização de ganho variável, ao contrário do ganho constante conforme é renderizado pelo ReplayGain. Enquanto a compressão de amplitude dinâmica é benéfica em manter a audibilidade constante, ela altera a intencionalidade artística da gravação.
- Sound Check é uma tecnologia proprietária da Apple similar em função ao ReplayGain. Está disponível no ITunes e no IPod.[3]
- Algoritmos padrão de mensuração para aplicações de monitoramento de audibilidade em transmissão foram recentemente desenvolvidas pela União Internacional de Telecomunicações (ITU-R BS.1770) e pela União Europeia de Radiodifusão (EBU R128).[2]

## Implementações

### Reprodutores de áudio
- AIMP, Windows,[4] Android[5] - pode gravar e ler
- Amarok, Ambiente de desktop KDE. Suporte nativo ao ReplayGain foi adicionado no Amarok 2.1.[6][7][8]
- Audacious, Sistemas operacionais Unix-like e Windows
- Aqualung Music Player, Linux e Windows
- Banshee, Linux
- Clementine, Windows, Mac OS e Linux
- cmus, Sistemas Unix-like
- Cue Broadcast Audio Player, Windows[9]
- DeaDBeeF, Linux, *BSD, OpenSolaris e Mac OS[10]
- Exaile, Linux/Ambiente GNOME
- FLAC, o decodificador de referência do FLAC pode criar uma cópia com o ReplayGain aplicado, por meio da opção --apply-replaygain-which-is-not-lossless. «FLAC command line tool». FLAC. 2022. Consultado em 17 de outubro de 2022</ref>
- foobar2000, Windows
- hunisPRO automation system, Windows[9]
- JRiver Media Center, Windows[11]
- JavaTunes, Windows, Linux e Mac OS[12]
- Kodi, multiplataforma
- MediaMonkey, Windows
- Mixxx virtual DJ software, v1.9.0 ou superior
- madplay, Sistemas Unix-like
- Mpg123, suporte apenas para cabeçalhos Xing/Lame/Info
- mpv, multiplatforma. Pode ler etiquetas ReplayGain[13]
- MPD, Sistemas Unix-like e Windows
- Muine, Ambiente de desktop GNOME
- MusicBee, Windows
- Nightingale, Linux, Mac OS X, Windows
- Play, Mac OS[14]
- Pocket Player, Windows Mobile,[15] por meio de plugin DSP[16]
- ProppFrexx ONAIR, Windows[17]
- Pulsar+, Android
- Qmmp, multiplataforma[18]
- Quod Libet, sistemas Unix-like. Lê metadados ReplayGain nativamente. Tem um plugin para analisar e gravar informação ReplayGain.
- QuuxPlayer, Windows
- RadioBOSS, sistema de automação de rádio para Windows[19]
- Rhythmbox, GNOME (por meio de plugin)
- Songbird, Windows e Mac OS
- SoX, multiplataforma[20]
- VLC, multiplataforma. Lê metadados ReplayGain nativamente
- Winamp, Windows
- XMMS, Sistemas Unix-like utilizando servidor X11. Suporta ReplayGain para Vorbis; para arquivos MP3, há uma versão modificada do plugin xmms-mad que adiciona o suporte quando uma etiqueta APEv2 está disponível[21])
- XMMS2, Sistemas Unix-like
- XMPlay, Windows[22]
- Zortam Mp3 Media Studio, Windows[23]

### Reprodutores de mídia portáteis
- Todos os dispositivos que utilizam um port do Rockbox[24]
- Sandisk Sansa Fuze e Sansa Clip+[25]
- iPod, por meio de outros programas que convertem os dados ReplayGain para o formato Sound Check, proprietário da Apple (por ex., por meio do iPod Manager para o foobar2000).

Reprodutores de disco típicos e outros dispositivos de reprodução legados não suportam ReplayGain.

#### Reprodutores compatíveis com Android
- DeaDBeeF[26]
- foobar2000 for Android
- GoneMAD Music Player[27]
- Neutron Music Player[28]
- Muzio Player
- MyTunes[29]
- PowerAMP[30]
- Vanilla Music[31]
- Winamp PRO for Android[32]
- Vinyl Music Player[33]
- XenoAmp Music Player[34]

### Escaneadores

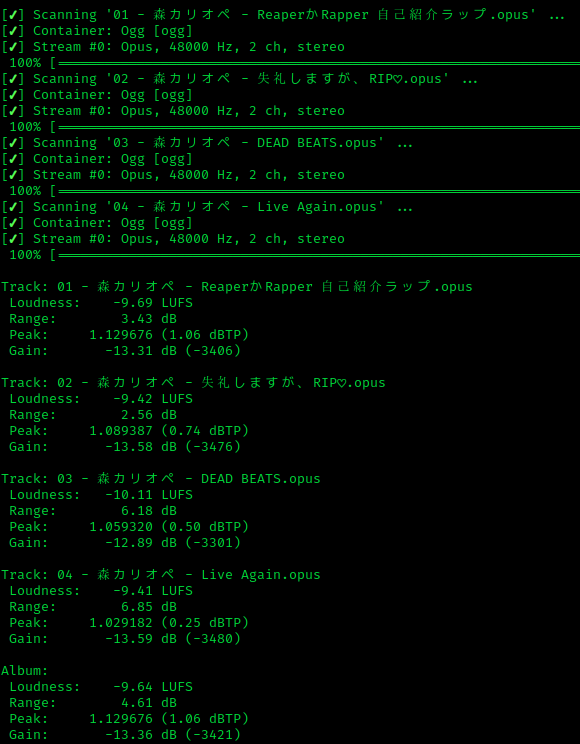
Captura de ecrã of loudgain, a ReplayGain 2.0 loudness normalizer

- beaTunes: Grava as etiquetas-padrão replaygain_track_gain/replaygain_track_peak e substitui o valor do metadado iTunNORM, o qual é utilizado pelo software iTunes e por reprodutores de música iPod para normalização de áudio via Sound Check.
- Ex Falso: Extensões inclusas escaneam arquivos utilizando critério baseado em disco; escreve as etiquetas-padrão nos metadados.
- FLAC e metaflac: O codificador pode facultativamente gerar matadados. O etiquetador gera metadados.
- foobar2000: Gera metadados por meio de um plugin incluso utilizando EBU R128 (mas sob os antigos níveis de 89 dB) para todos os formatos de etiqueta suportados.[35]
- LAME: O codificador grava metadados para etiquetas LAME.
- MediaMonkey: A opção Analyze Volume calcula valores de ReplayGain e os grava tanto nos arquivos como etiquetas quanto em um banco de dados do programa.
- MP3Gain: (código aberto) gera metadados. Pode modificar diretamente os arquivos originais bem como gravar e desfazer as informações sob formato de metadados.
- QuuxPlayer para Windows: calcula valores de ganho e os salva no banco de dados; opcionalmente grava etiquetas no formato ID3v2.
- Quod Libet: gera metadados por meio do plugin incluso e analisa e grava as informações.
- Rapid Evolution: gera metadados.
- soundKonverter:[36] frontend para diversas ferramentas de conversão de áudio. É costruído utilizando a Plataforma de Desenvolvimento do KDE e contém ferramenta ReplayGain.
- Winamp: gera metadados.
- loudgain:[37] Um normalizador de volume ReplayGain 2.0, baseado no padrão EBU R128/ITU BS.1770 (-18 LUFS) e suporta arquivos de áudio FLAC, Ogg, MP2 MP3, MP4, M4A, ALAC, Opus, ASF, WMA, WAV, WavPack, AIFF e APE. Utiliza a sintaxe de linha de comando do MP3gain mas não modifica efetivamente os dados dos arquivos.

### Streaming
- Spotify[38]